# Belford Roxo
Belford Roxo es un municipio brasileño del estado de Río de Janeiro. Se localiza a una latitud de 22º45'51" sur y una longitud de 43º23'58" oeste, estando a una altitud de 18 metros sobre el nivel del mar. Su población estimada en el año 2017 era de 495 783 habitantes, en una superficie de 79 km².
El asentamiento de Belford Roxo se remonta al siglo XVII, con los indios jacutingas, mapeados por primera vez en un mapa elaborado por el criptojudío João Teixeira Albernaz en 1666, entre los ríos Merith, Simpuiy y Agoassu.
Los Belford-Roxenses pertenecen lingüística y culturalmente a la familia Carioca, grupo al que pertenece más del 70% de la población del moderno Estado de Río de Janeiro.
Su IDH es de 0,684, que a pesar de ser considerado promedio por el cálculo del IBGE/2010, según los estándares de la ONU, está críticamente por debajo del promedio del estado de Río de Janeiro (0,768) y del promedio brasileño (0,744).
Es el lugar de nacimiento del cantante, compositor, multiinstrumentista y actor Seu Jorge.